# Comtat de Nysa
El Comtat de Nysa és una unitat d'administració territorial i govern local (powiat) al voivodat d'Opole, al sud-oest de Polònia, a la frontera txeca. Va néixer l'1 de gener de 1999, com a resultat de les reformes del govern local polonès aprovades el 1998. La seva seu administrativa i ciutat més gran és Nysa, que es troba a 48 quilometres (30 mi) al sud-oest de la capital regional Opole. El comtat conté altres quatre ciutats: Głuchołazy, 18 km (11 mi) al sud de Nysa, Paczków, 24 km (15 mi) a l'oest de Nysa, Otmuchów, 12 km (7 mi) a l'oest de Nysa, i Korfantów, 20 km (12 mi) a l'est de Nysa.
El comtat cobreix una superfície de 1,223.87 quilometres quadrats (472.5 sq mi). A partir del 2019, la seva població total és de 136.393. Les ciutats més poblades són Nysa amb 43.849 habitants, Głuchołazy amb 13.534 habitants i Paczków amb 7.460 habitants.

## Comtats veïns
El comtat de Nysa limita amb el comtat de Ząbkowice Śląskie a l'oest, el comtat de Strzelin i el comtat de Brzeg al nord, el comtat d'Opole al nord-est i el comtat de Prudnik al sud-est. També limita amb la República Txeca al sud-oest.

## Divisió administrativa
La comarca es subdivideix en nou gmines (cinc d'urbanes-rurals i quatre de rurals). Aquests es mostren a la taula següent, per ordre decreixent de població.
| Gmina             | Tipus      | Àrea (km 2) | Població (2019) | Capital     |
| ----------------- | ---------- | ----------- | --------------- | ----------- |
| Gmina Nysa        | urbà-rural | 217,6       | 57.077          | Nisa        |
| Gmina Głuchołazy  | urbà-rural | 168,0       | 23.707          | Głuchołazy  |
| Gmina Otmuchów    | urbà-rural | 187,4       | 13.559          | Otmuchów    |
| Gmina Paczków     | urbà-rural | 79,7        | 12.560          | Packów      |
| Gmina Korfantów   | urbà-rural | 179,8       | 8.803           | Korfantów   |
| Gmina Łambinowice | rural      | 123,7       | 7.494           | Łambinowice |
| Gmina Skoroszyce  | rural      | 103.6       | 6.219           | Skoroszyce  |
| Gmina Pakosławice | rural      | 74,0        | 3.508           | Pakosławice |
| Gmina Kamiennik   | rural      | 89.2        | 3.466           | Kamiennik   |